# Адалін
Адалін (рум. Adalin) — село у повіті Селаж в Румунії. Входить до складу комуни Драгу.
Село розташоване на відстані 352 км на північний захід від Бухареста, 34 км на південний схід від Залеу, 28 км на північний захід від Клуж-Напоки.

## Населення
За даними перепису населення 2002 року у селі проживали 239 осіб, з них 238 осіб (99,6%) румунів. Рідною мовою 238 осіб (99,6%) назвали румунську.